# Tsuyoshi Watanabe
Tsuyoshi Watanabe (jap. 渡辺 剛; ur. 5 lutego 1997 w Saitamie) – japoński piłkarz, występujący na pozycji obrońcy w belgijskim klubie KAA Gent oraz w reprezentacji Japonii. Uczestnik Pucharu Azji 2023.

## Statystyki

### Klubowe
Na podstawie:
| Klub        | Sezonów | Liga            | Liga  | Liga   | Puchar krajowy | Puchar krajowy | Kontynentalne | Kontynentalne | Suma  | Suma   |
| Klub        | Sezonów | Liga            | Mecze | Bramki | Mecze          | Bramki         | Mecze         | Bramki        | Mecze | Bramki |
| ----------- | ------- | --------------- | ----- | ------ | -------------- | -------------- | ------------- | ------------- | ----- | ------ |
| FC Tokio    | 3       | J1 League       | 75    | 5      | 21             | 2              | 7             | 0             | 103   | 7      |
| KV Kortrijk | 2       | Eerste klasse A | 41    | 1      | 2              | 0              | –             | –             | 16    | 0      |
| KAA Gent    | 1       | Eerste klasse A | 20    | 2      | 2              | 0              | 12            | 1             | 34    | 3      |
|             | Łącznie | Łącznie         | 136   | 8      | 25             | 2              | 19            | 1             | 180   | 11     |

### Reprezentacyjne
Na podstawie:
| Występy w reprezentacji | Występy w reprezentacji | Występy w reprezentacji | Występy w reprezentacji | Występy w reprezentacji | Występy w reprezentacji | Występy w reprezentacji | Występy w reprezentacji |
| Lp.                     | Data                    | Miasto                  | Przeciwnik              | Wynik                   | Gole                    | Inne                    | Rozgrywki               |
| ----------------------- | ----------------------- | ----------------------- | ----------------------- | ----------------------- | ----------------------- | ----------------------- | ----------------------- |
| 1.                      | 14.12.2019              | Pusan                   | Hongkong                | 5:0 (4:0)               |                         |                         | Mistrzostwa EAFF        |
| 3.                      | 16.11.2023              | Suita                   | Mjanma                  | 5:0 (3:0)               |                         |                         | Eliminacje MŚ 2026      |

## Sukcesy
Na podstawie:

### Klubowe
Z FC Tokio:
- Puchar Ligi Japońskiej 2020